# Dušan Salfický
Dušan Salfický (né le 28 mars 1972 à Chrudim en Tchécoslovaquie) est un joueur de hockey sur glace professionnel tchèque, jouant au poste de gardien de but.

## Carrière
Après des débuts au HC Pardubice, Salfický est transféré au HC Plzeň et devient alors l'un des meilleurs gardiens du championnat. Ses performances lui valent d'être sélectionné en équipe nationale pour les Championnats du monde de 2000 et 2001, que la Tchéquie remporte. Salfický ne joue toutefois qu'un seul match lors de chacune de ces deux compétitions.
Repêché dans la Ligue nationale de hockey par les Islanders de New York en 2001, il franchit l'Atlantique mais ne joue qu'une demi-saison chez les professionnels en Amérique du Nord (il avait joué auparavant une saison dans les rangs junior-majeurs en 1990-91 avec les Americans de Tri-City) avec Bridgeport, le club école des Islanders, avant de retourner en Europe, d'abord à Pardubice, puis en Russie.
Au niveau international, il fut également médaillé de bronze avec l'Équipe de République tchèque de hockey sur glace aux Jeux olympiques de Turin en 2006.
Il prend sa retraite de joueur en 2014.

## Trophées et honneurs personnels
- Superliga : participe au Match des étoiles avec l'équipe Ouest en 2006.